# Schnitzer Motorsport
Schnitzer Motorsport – niemiecki zespół wyścigowy założony w 1967 roku przez braci Josefa Schnitzera i Herberta Schnitzera. Obecnie ekipa startuje w Deutsche Tourenwagen Masters, gdzie jest jedną z ekip BMW. W przeszłości zespół pojawiał się także w stawce 24h Nürburgring Nordschleife, 24-godzinnego wyścigu Le Mans, Intercontinental Le Mans Cup, Le Mans Series, World Touring Car Championship (jako BMW Team Germany), European Touring Car Championship, American Le Mans Series, European Le Mans Series, FIA GT Championship oraz Deutsche Rennsport Meisterschaft. Baza zespołu znajduje się w Freilassing, nieopodal toru Monachium.

## Sukcesy zespołu

### Mistrzostwa
- 1978: Deutsche Rennsport Meisterschaft (Harald Ertl, BMW 320i Turbo)
- 1983: European Touring Car Championship (Dieter Quester, BMW 635 CSi)
- 1986: European Touring Car Championship (Roberto Ravaglia, BMW 635 CSi)
- 1987: World Touring Car Championship (Roberto Ravaglia, BMW M3)
- 1988: European Touring Car Championship (Roberto Ravaglia, BMW M3)
- 1989: Deutsche Tourenwagen Meisterschaft (Roberto Ravaglia, BMW M3)
- 1989-1991: Italian Touring Car Championship (1989: Johnny Cecotto, 1990-1991: Roberto Ravaglia, BMW M3)
- 1993: British Touring Car Championship (Joachim Winkelhock, BMW 318i)
- 1995: Japanese Touring Car Championship (Steve Soper, BMW 318is)
- 1995: Super Tourenwagen Cup (Joachim Winkelhock, BMW 318is)
- 1998: Super Tourenwagen Cup (Johnny Cecotto, BMW 320i)
- 2001: American Le Mans Series - GT (Jörg Müller, BMW M3 GTR V8)
- 2012: Deutsche Tourenwagen Masters (Bruno Spengler) (BMW M3 DTM)

### Wyścigi
- 1976: 1000km Nürburgring (BMW 3.5 CSL)
- 1988-1991: Wellington 500 (Roberto Ravaglia, Emanuele Pirro, Johnny Cecotto, Joachim Winkelhock, BMW M3)
- 1991: 24 Hours Nürburgring (BMW M3)
- 1992: Guia Race (Emanuele Pirro, BMW M3 Evolution)
- 1998: 24 Hours Nürburgring (BMW 320d)
- 1999: (BMW V12 LMR)
- 2004-2005: 24 Hours Nürburgring (BMW M3 GTR V8)
- 2010: 24 Hours Nürburgring (BMW M3 GT2)